# Sinophasma furcatum
Sinophasma furcatum är en insektsart som beskrevs av Chen, S.C. och Yun He He 1993. Sinophasma furcatum ingår i släktet Sinophasma och familjen Diapheromeridae. Inga underarter finns listade i Catalogue of Life.